# Thttpd
thttpd (tiny/turbo/throttling HTTP server) はオープンソースのWebサーバで、シンプルで使用メモリが少なく高速に動作するように設計されている。開発はACME Laboratories。より高機能なWebサーバの単純置き換えとして使えるが、静的データへの大量のリクエストを扱うのにとても適している。例えば、画像置き場サーバ。 最初の文字の"t" は tiny、turbo、throttling を表している。
thttpd はApache HTTP Server を初めとする他のオープンソースのWebサーバソフトウェアにはない帯域幅調整機能を持っている（Apacheではアドインモジュールで帯域幅調整を使うこともできる）。 この機能を使うと、ある特定のファイルタイプを持つファイルの最大転送速度を制限することができる。
例えば、サーバ管理者はJPEG画像ファイルを最大20キロバイト/秒に制限することが可能である。こうすることで接続が飽和状態に陥るのを防ぐことができ、ファイル転送速度の減少と引き替えに、高負荷がかかった状態でもなおレスポンス可能な状態を保てる。
thttpdには兄弟プロジェクトとしてmini_httpd と micro_httpd がある。